# Biskupi Belize
Biskupi Belize - lista biskupów katolickich pełniących posługę w Diecezji Belize City-Belmopan

## Prefekt Apostolski Brytyjskiego Hondurasu (1888-1893)
| L.p. | Lata rządów | Imię i nazwisko              | Informacje dodatkowe |
| ---- | ----------- | ---------------------------- | -------------------- |
| 1.   | 1888–1893   | o. Salvatore di Pietro, S.J. |                      |

## Wikariusze Apostolscy Brytyjskiego Hondurasu (1893-1925)
| L.p. | Lata rządów | Imię i nazwisko                    | Informacje dodatkowe             |
| ---- | ----------- | ---------------------------------- | -------------------------------- |
| 1.   | 1893–1898   | bp Salvatore di Pietro, S.J.       | biskup tytularny Euroea in Epiro |
| 2.   | 1899–1923   | bp Frederick Charles Hopkins, S.J. | biskup tytularny Athribis        |
| 3.   | 1923–1925   | bp Joseph Aloysius Murphy, S.J.    | biskup tytularny Birtha          |

## Wikariusze Apostolscy Belize (1925-1956)
| L.p. | Lata rządów | Imię i nazwisko                 | Informacje dodatkowe      |
| ---- | ----------- | ------------------------------- | ------------------------- |
| 3.   | 1925–1938   | bp Joseph Aloysius Murphy, S.J. | biskup tytularny Birtha   |
| 4.   | 1938–1946   | bp William A. Rice, S.J.        | biskup tytularny Rusicade |
| 5.   | 1948–1956   | bp David Francis Hickey, S.J.   | biskup tytularny Bonitza  |

## Biskupi Belize (1956-1983)
| L.p. | Lata rządów | Imię i nazwisko               | Informacje dodatkowe |
| ---- | ----------- | ----------------------------- | -------------------- |
| 1.   | 1956–1957   | bp David Francis Hickey, S.J. |                      |
| 2.   | 1958–1983   | bp Robert Louis Hodapp, S.J.  |                      |

## Biskupi Belize City-Belmopan (od 1983)

### Ordynariusze
| L.p. | Lata rządów | Imię i nazwisko     | Informacje dodatkowe |
| ---- | ----------- | ------------------- | -------------------- |
| 3.   | 1983–2006   | bp Osmond Martin    |                      |
| 4.   | 2006–2017   | bp Dorick Wright    |                      |
| 5.   | 2017–2024   | bp Lawrence Nicasio |                      |

### Biskupi pomocniczy
- 1982–1983: bp Osmond Martin, biskup tytularny Thucca in Mauretania
- 2001–2006: bp Dorick Wright, biskup tytularny Thimidia regia
- od 2012: bp Christopher Glancy, biskup tytularny Absa Salla